# La Maison sans clef
La Maison sans clef (titre original : The House Without a Key) est un roman policier américain d'Earl Derr Biggers, paru en 1925. Il s'agit du premier titre de la série policière mettant en scène le détective Charlie Chan.
Le roman est d'abord adapté en français dans une traduction tronquée de Jean Privat pour les éditions des Loisirs en 1939. Il est ensuite traduit intégralement en français par Michael Maltravers pour le Club du livre policier en 1966.

## Résumé
L'action se situe à Honolulu vers 1925.
John Quincy Winterslip est chargé par sa très puritaine famille de Boston de faire le voyage pour Hawaï afin de prier sa tante, Miss Minerva Winterslip, de regagner le bercail. Il fait une halte à San Francisco chez son cousin, Roger Winterslip ; fait la connaissance, pendant la traversée, de Carlota Maria Egan, puis, sitôt débarqué, apprend la nouvelle du décès de Dan Winterslip, chez lequel séjournait sa tante. L'enquête est menée par le capitaine Hallet, secondé par Charlie Chan. Le passé de Dan s'avère troublant. Qui avait intérêt à le faire disparaître ? James Egan, propriétaire de l'hôtel du "Récif et des Palmes" ? Thomas Macan Brade, un négrier qui est réapparu à l'hôtel ?

## Adaptation
- 1926 : The House Without a Key, film muet américain réalisé par Spencer Gordon Bennet, avec George Kuwa dans le rôle de Charlie Chan, Allene Ray et Walter Miller